# Vézénobres
Vézénobres, en occitan Vesenòbre, est une commune française située dans le centre du département du Gard), dans la deuxième plus grande région de France , la région Occitanie.
Exposée à un climat méditerranéen, elle est drainée par le Gardon d'Alès, l'Avène et par divers autres petits cours d'eau. La commune possède un patrimoine naturel remarquable composé de deux zones naturelles d'intérêt écologique, faunistique et floristique. C'est un village dit médiéval.
Vézénobres est une commune rurale qui compte 1 839 habitants en 2022, après avoir connu une forte hausse de la population depuis 1962. Elle fait partie de l'aire d'attraction d'Alès. Ses habitants sont appelés les Vézénobriens et Vézénobriennes.
Le patrimoine architectural de la commune comprend trois  immeubles protégés au titre des monuments historiques : le château de Calvières, inscrit en 1947, la maison Foucart, inscrite en 1963, et la porte de Vézénobres, inscrite en 1964.

## Géographie

### Accès
Commune située sur la route nationale 106, entre Nîmes et Alès.

### Lieux-dits et hameaux
Le Mas des Gardies, le Mas du Pont.

### Communes limitrophes
| Saint-Christol-lez-Alès | Saint-Hilaire-de-Brethmas | Deaux         |
| Ribaute-les-Tavernes    | Vézénobres                | Martignargues |
|                         | Cassagnoles               | Ners          |

### Climat
Pour des articles plus généraux, voir Climat de l'Occitanie et Climat du Gard.
En 2010, le climat de la commune est de type climat méditerranéen franc, selon une étude s'appuyant sur une série de données couvrant la période 1971-2000. En 2020, Météo-France publie une typologie des climats de la France métropolitaine dans laquelle la commune est exposée à un climat méditerranéen et est dans la région climatique Provence, Languedoc-Roussillon, caractérisée par une pluviométrie faible en été, un très bon ensoleillement (2 600 h/an), un été chaud (21,5 °C), un air très sec en été, sec en toutes saisons, des vents forts (fréquence de 40 à 50 % de vents > 5 m/s) et peu de brouillards.
Pour la période 1971-2000, la température annuelle moyenne est de 12,9 °C, avec une amplitude thermique annuelle de 16,9 °C. Le cumul annuel moyen de précipitations est de 952 mm, avec 7,3 jours de précipitations en janvier et 3,3 jours en juillet. Pour la période 1991-2020, la température moyenne annuelle observée sur la station météorologique la plus proche, située sur la commune de Deaux à 2 km à vol d'oiseau, est de 14,9 °C et le cumul annuel moyen de précipitations est de 967,1 mm,. Pour l'avenir, les paramètres climatiques de la commune estimés pour 2050 selon différents scénarios d'émission de gaz à effet de serre sont consultables sur un site dédié publié par Météo-France en novembre 2022.

### Milieux naturels et biodiversité
L’inventaire des zones naturelles d'intérêt écologique, faunistique et floristique (ZNIEFF) a pour objectif de réaliser une couverture des zones les plus intéressantes sur le plan écologique, essentiellement dans la perspective d’améliorer la connaissance du patrimoine naturel national et de fournir aux différents décideurs un outil d’aide à la prise en compte de l’environnement dans l’aménagement du territoire.
Une ZNIEFF de type 1 est recensée sur la commune :
le « Gardon d'Anduze et Gardon » (461 ha), couvrant 11 communes du département et une ZNIEFF de type 2, : 
la « vallée moyenne des Gardons » (1 848 ha), couvrant 24 communes du département.

Carte des ZNIEFF de type 1 et 2 à Vézénobres.
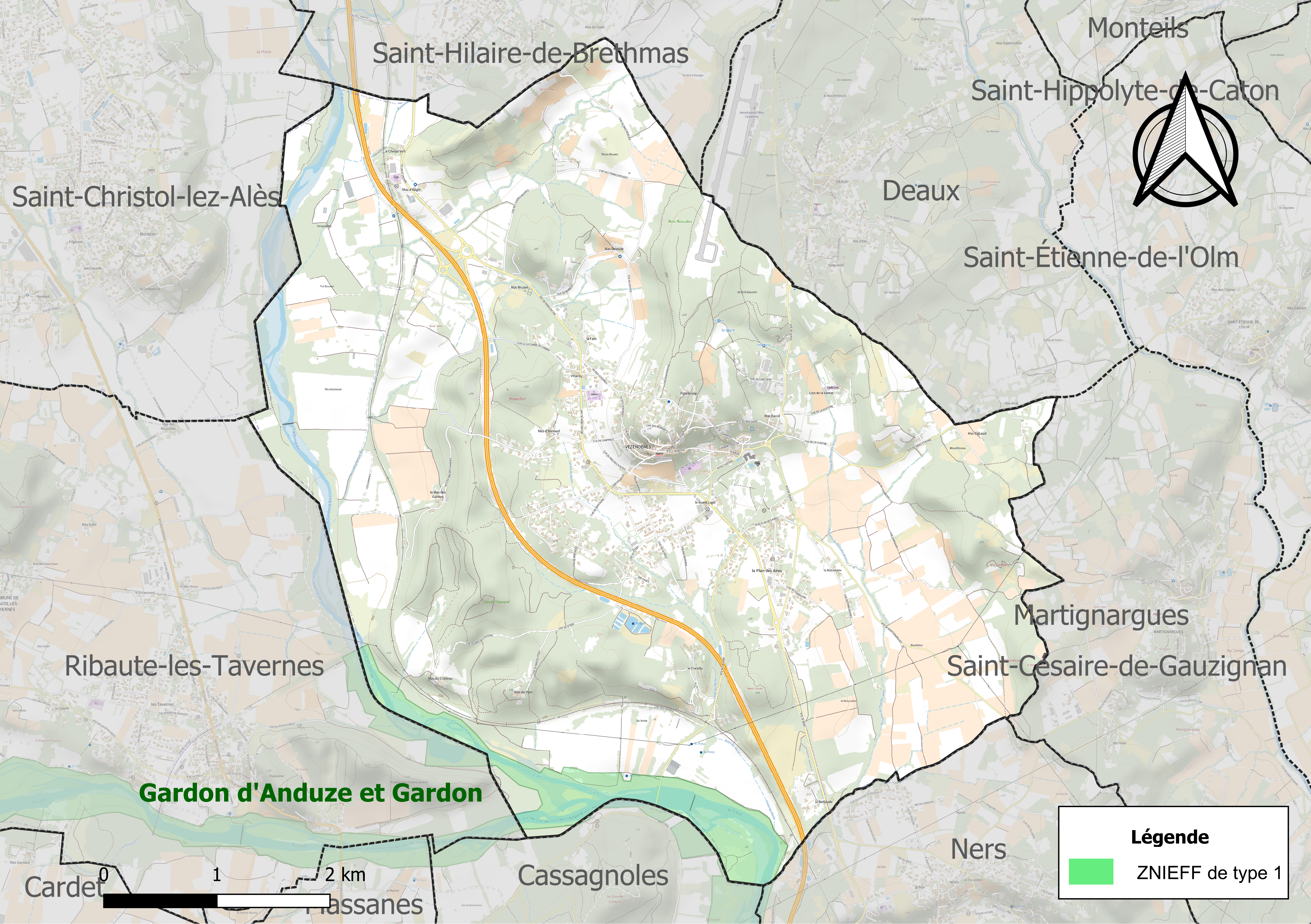
Carte de la ZNIEFF de type 1 sur la commune.
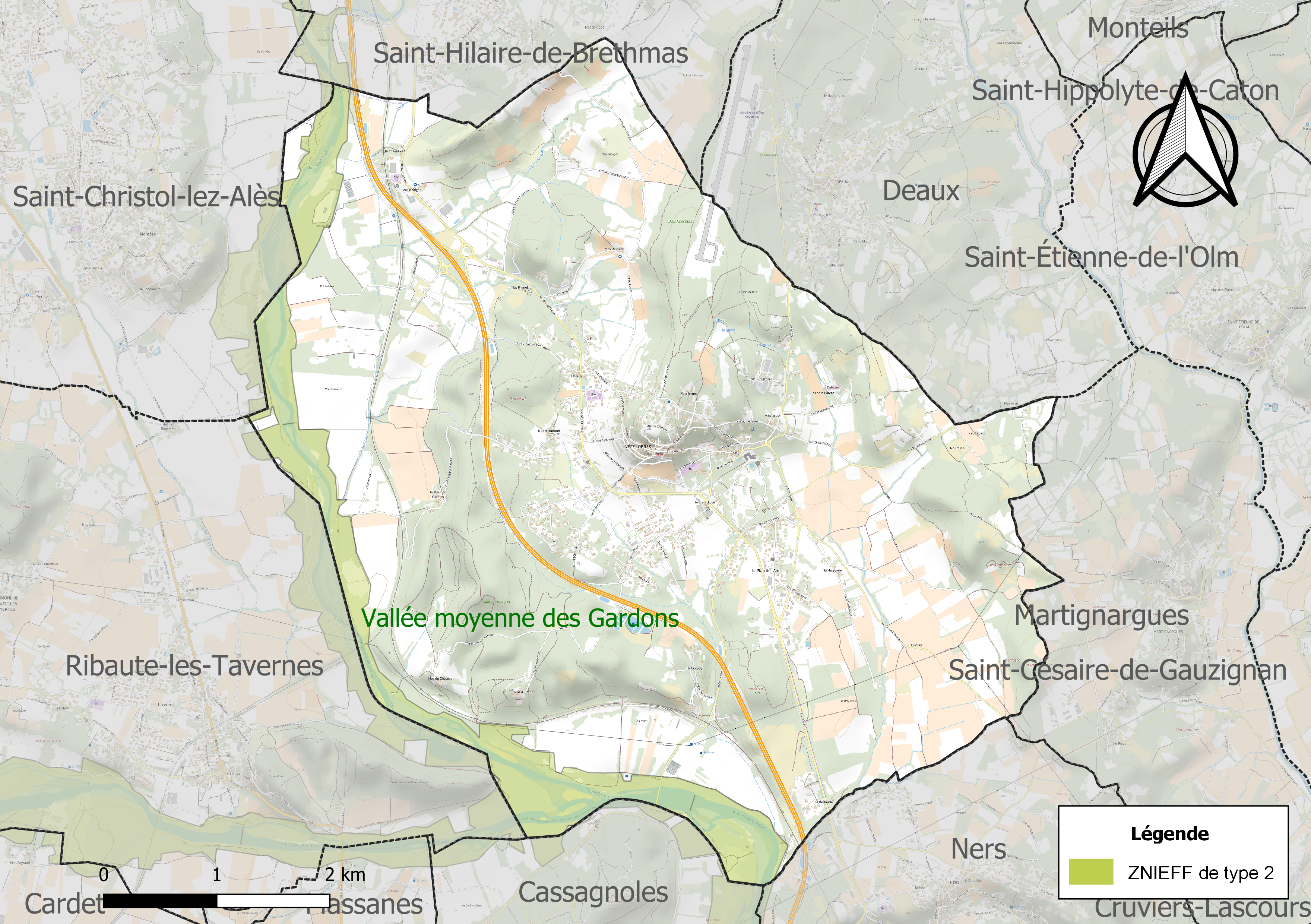
Carte de la ZNIEFF de type 2 sur la commune.

## Urbanisme

### Typologie
Au 1er janvier 2024, Vézénobres est catégorisée bourg rural, selon la nouvelle grille communale de densité à sept niveaux définie par l'Insee en 2022.
Elle est située hors unité urbaine. Par ailleurs la commune fait partie de l'aire d'attraction d'Alès, dont elle est une commune de la couronne,. Cette aire, qui regroupe 64 communes, est catégorisée dans les aires de 50 000 à moins de 200 000 habitants,.

### Occupation des sols
L'occupation des sols de la commune, telle qu'elle ressort de la base de données européenne d’occupation biophysique des sols Corine Land Cover (CLC), est marquée par l'importance des territoires agricoles (57,6 % en 2018), en diminution par rapport à 1990 (60,6 %). La répartition détaillée en 2018 est la suivante : 
zones agricoles hétérogènes (30,7 %), forêts (27,3 %), cultures permanentes (20,1 %), zones urbanisées (7,9 %), milieux à végétation arbustive et/ou herbacée (6,8 %), terres arables (3,5 %), prairies (3,2 %), zones industrielles ou commerciales et réseaux de communication (0,4 %). L'évolution de l’occupation des sols de la commune et de ses infrastructures peut être observée sur les différentes représentations cartographiques du territoire : la carte de Cassini (XVIIIe siècle), la carte d'état-major (1820-1866) et les cartes ou photos aériennes de l'IGN pour la période actuelle (1950 à aujourd'hui).

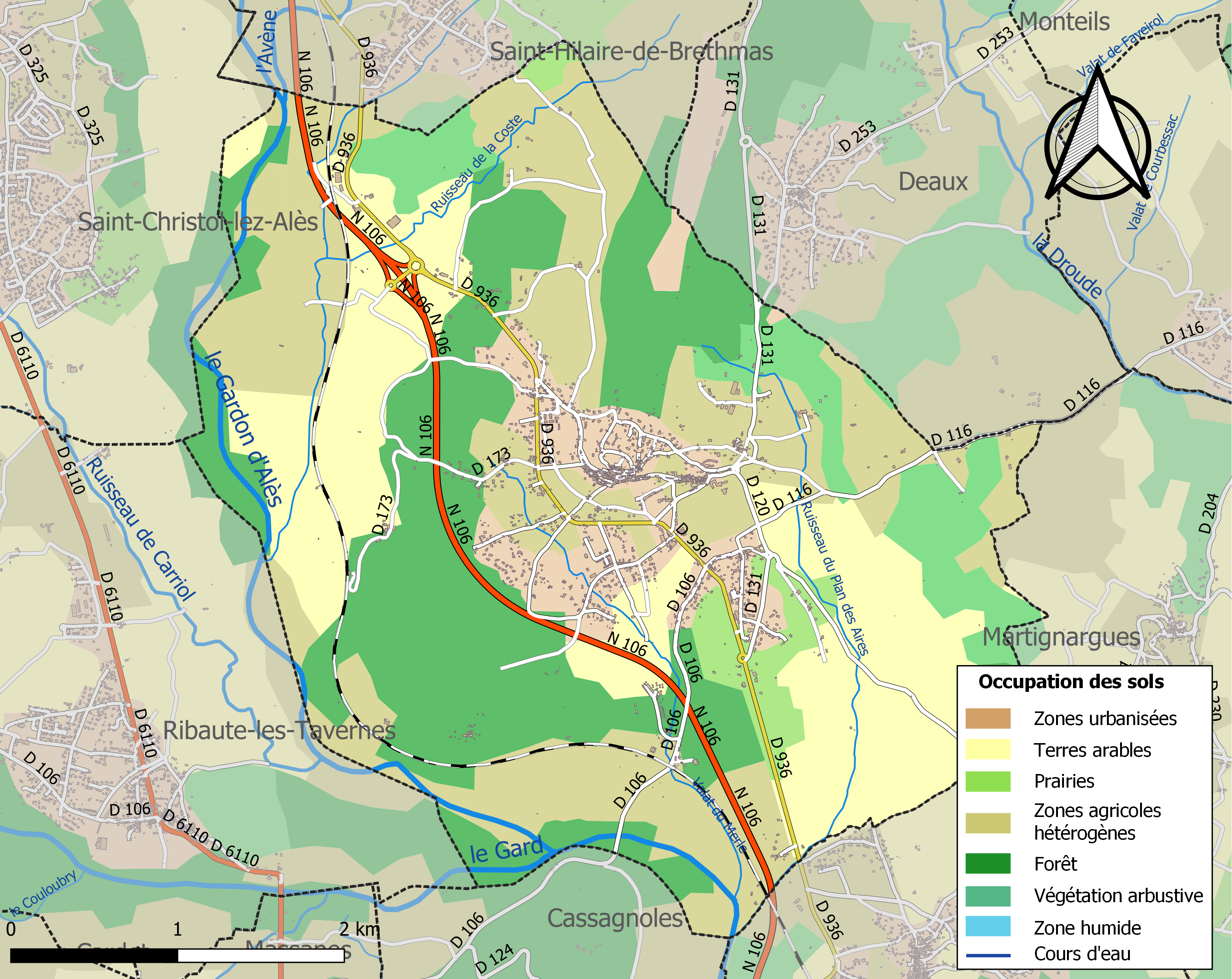
Carte des infrastructures et de l'occupation des sols de la commune en 2018 (CLC).

### Risques majeurs
Le territoire de la commune de Vézénobres est vulnérable à différents aléas naturels : météorologiques (tempête, orage, neige, grand froid, canicule ou sécheresse), inondations, feux de forêts, mouvements de terrains et séisme (sismicité faible). Il est également exposé à un risque technologique, le transport de matières dangereuses, et à un risque particulier : le risque de radon. Un site publié par le BRGM permet d'évaluer simplement et rapidement les risques d'un bien localisé soit par son adresse soit par le numéro de sa parcelle.

#### Risques naturels
Certaines parties du territoire communal sont susceptibles d’être affectées par le risque d’inondation par débordement de cours d'eau et par une crue torrentielle ou à montée rapide de cours d'eau, notamment le Gard, le Gardon d'Alès  et l'Avène. La commune a été reconnue en état de catastrophe naturelle au titre des dommages causés par les inondations et coulées de boue survenues en 1982, 1983, 1987, 1992, 1993, 1997, 2001, 2002, 2010 et 2014,.

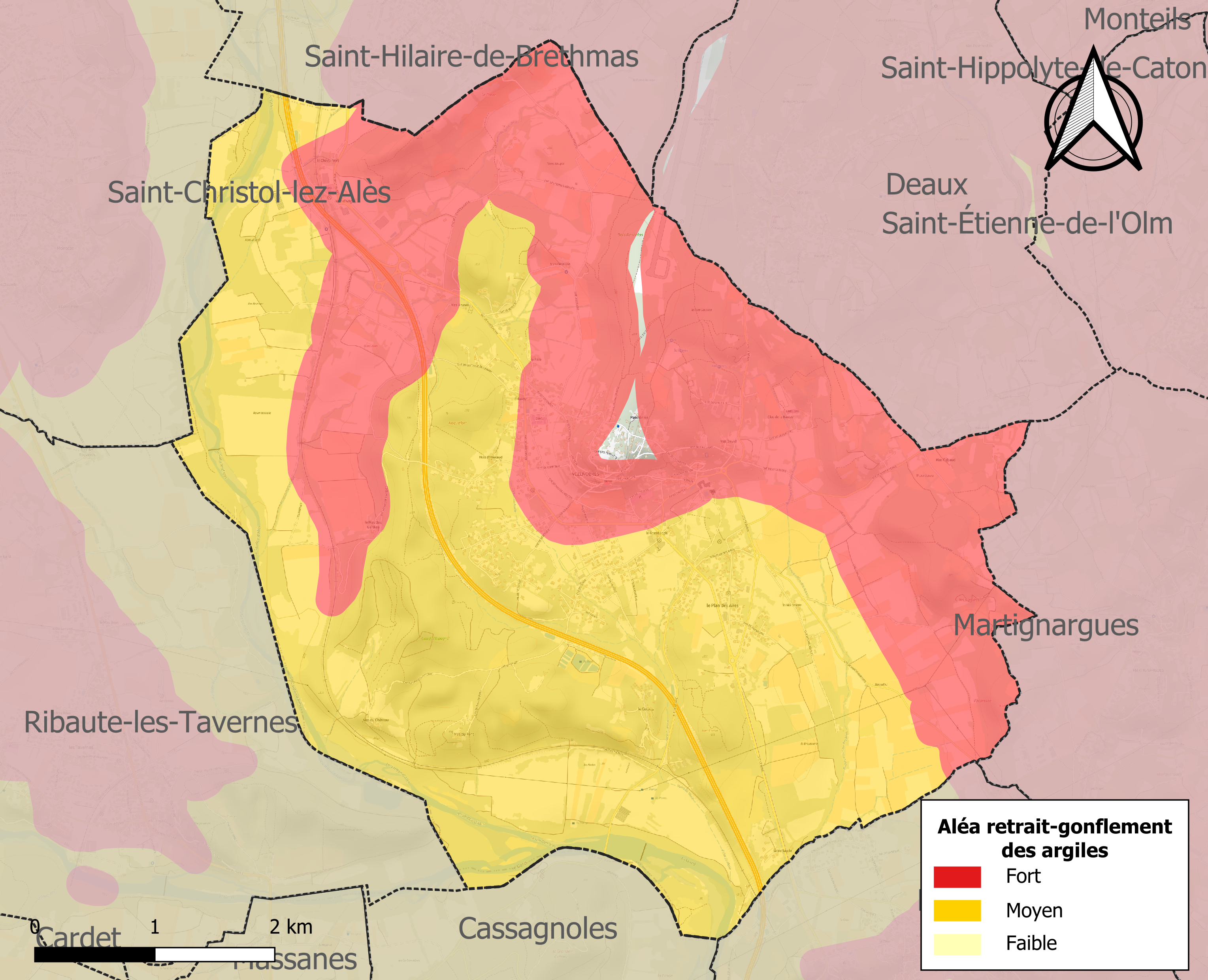
Carte des zones d'aléa retrait-gonflement des sols argileux de Vézénobres.

La commune est vulnérable au risque de mouvements de terrains constitué principalement du retrait-gonflement des sols argileux. Cet aléa est susceptible d'engendrer des dommages importants aux bâtiments en cas d’alternance de périodes de sécheresse et de pluie. 99,4 % de la superficie communale est en aléa moyen ou fort (67,5 % au niveau départemental et 48,5 % au niveau national). Sur les 790 bâtiments dénombrés sur la commune en 2019, 768 sont en aléa moyen ou fort, soit 97 %, à comparer aux 90 % au niveau départemental et 54 % au niveau national. Une cartographie de l'exposition du territoire national au retrait gonflement des sols argileux est disponible sur le site du BRGM,.
Par ailleurs, afin de mieux appréhender le risque d’affaissement de terrain, l'inventaire national des cavités souterraines permet de localiser celles situées sur la commune.
Concernant les mouvements de terrains, la commune a été reconnue en état de catastrophe naturelle au titre des dommages causés par la sécheresse en 2012, 2016, 2017 et 2019 et par des mouvements de terrain en 1983.

#### Risques technologiques
Le risque de transport de matières dangereuses sur la commune est lié à sa traversée par des infrastructures routières ou ferroviaires importantes ou la présence d'une canalisation de transport d'hydrocarbures. Un accident se produisant sur de telles infrastructures est en effet susceptible d’avoir des effets graves au bâti ou aux personnes jusqu’à 350 m, selon la nature du matériau transporté. Des dispositions d’urbanisme peuvent être préconisées en conséquence.

#### Risques particuliers
Dans plusieurs parties du territoire national, le radon, accumulé dans certains logements ou autres locaux, peut constituer une source significative d’exposition de la population aux rayonnements ionisants. Certaines communes du département sont concernées par le risque radon à un niveau plus ou moins élevé. Selon la classification de 2018, la commune de Vézénobres est classée en zone 2, à savoir zone à potentiel radon faible mais sur lesquelles des facteurs géologiques particuliers peuvent faciliter le transfert du radon vers les bâtiments.

## Toponymie
Le nom de Vézénobres provient du latin Vedenobrensis (attesté en 1100) qui est construit sur la même racine pré-celtique *ved- (hauteur?) que Vedène et Veynes
.

## Histoire
(mars 2008).
Si vous disposez d'ouvrages ou d'articles de référence ou si vous connaissez des sites web de qualité traitant du thème abordé ici, merci de compléter l'article en donnant les références utiles à sa vérifiabilité et en les liant à la section « Notes et références ».

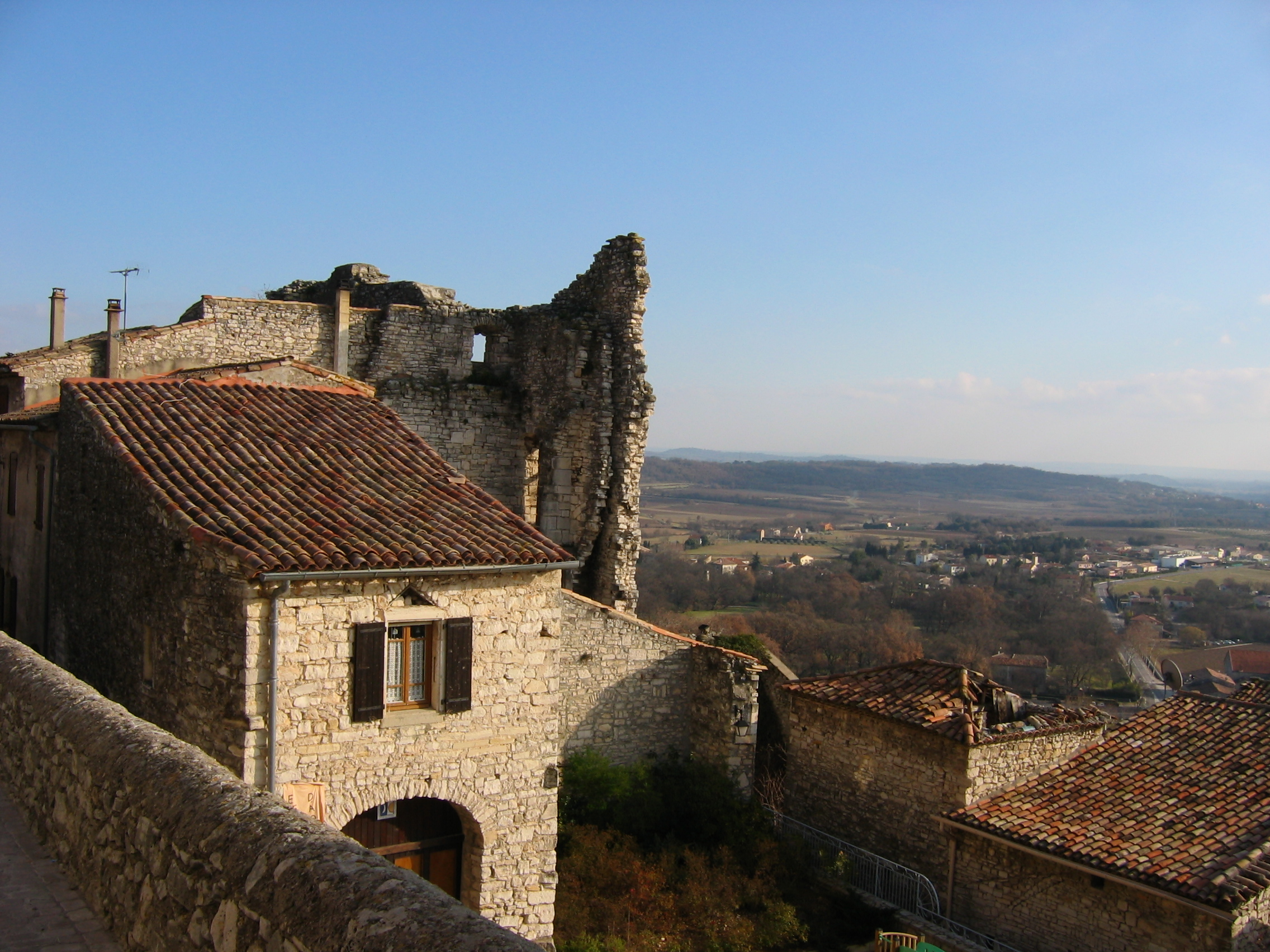
Château de Vézénobres (en ruine)

Ces ruines concernent le château de Fay-Perraud, détruit par le Duc de Rohan en 1628.
Vézénobres fut une seigneurie vassale de la maison d'Anduze. Il semblerait qu'elle ait eu une certaine importance au XIIe siècle et au XIIIe siècle comme l'atteste la population de l'époque (340 foyers en 1295).
Le château est situé au sommet de la colline, tandis que l'agglomération s'étendit sur le flanc sud autour d'une voie de circulation principale.
La ville comporte encore de nos jours de nombreuses maisons datant des XIIe siècle, XIVe siècle et XVe siècle. Le château est de nos jours en ruine.

### Héraldique
| Blason de Vézénobres | Blason  | D'argent au château de gueules de deux tours couvertes et flammées du même. |
| Blason de Vézénobres | Détails |                                                                             |

## Politique et administration

### Rattachements électoraux
Pour l'élection des députés, elle fait partie de la quatrième circonscription du Gard.

### Liste des maires

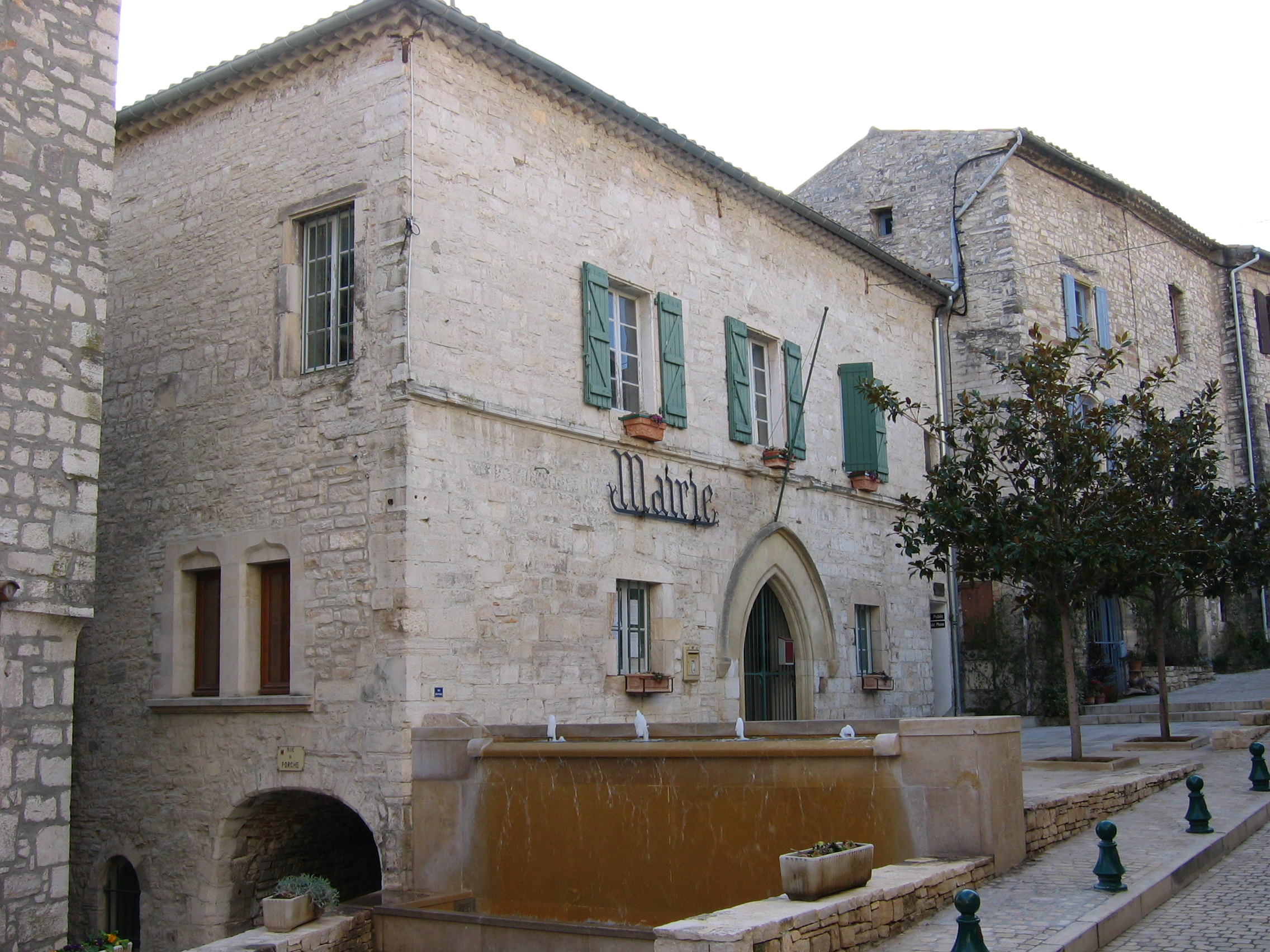
Mairie de Vézénobres

| Période                                  | Période   | Identité             | Étiquette | Qualité                                              |
| ---------------------------------------- | --------- | -------------------- | --------- | ---------------------------------------------------- |
| Les données manquantes sont à compléter. |           |                      |           |                                                      |
| vers 1919                                |           | Ernest Silhol        |           | Maire pendant 36 ans                                 |
| octobre 1947                             | mars 1971 | Émile Chabrier       |           |                                                      |
| mars 1971                                | ?         | Philippe Gaussorgues |           | Notaire                                              |
| mars 1983                                | mars 2008 | Jacques Gras         | DVD       | Médecin généraliste Conseiller général (1985 → 1998) |
| mars 2008                                | mars 2014 | Bernard Mialhe       | PS        | Retraité                                             |
| mars 2014                                | En cours  | Sébastien Ombras     | SE        | Fonctionnaire                                        |

## Démographie
L'évolution du nombre d'habitants est connue à travers les recensements de la population effectués dans la commune depuis 1793. Pour les communes de moins de 10 000 habitants, une enquête de recensement portant sur toute la population est réalisée tous les cinq ans, les populations de référence des années intermédiaires étant quant à elles estimées par interpolation ou extrapolation. Pour la commune, le premier recensement exhaustif entrant dans le cadre du nouveau dispositif a été réalisé en 2008.

En 2022, la commune comptait 1 839 habitants, en évolution de +3,84 % par rapport à 2016 (Gard : +2,97 %, France hors Mayotte : +2,11 %).
| 1793 | 1800 | 1806 | 1821 | 1831  | 1836  | 1841  | 1846  | 1851  |
| ---- | ---- | ---- | ---- | ----- | ----- | ----- | ----- | ----- |
| 920  | 895  | 985  | 898  | 1 020 | 1 055 | 1 066 | 1 047 | 1 110 |

| 1856  | 1861  | 1866  | 1872  | 1876  | 1881 | 1886 | 1891 | 1896 |
| ----- | ----- | ----- | ----- | ----- | ---- | ---- | ---- | ---- |
| 1 089 | 1 120 | 1 035 | 1 001 | 1 003 | 927  | 902  | 905  | 922  |

| 1901 | 1906 | 1911 | 1921 | 1926 | 1931 | 1936 | 1946 | 1954 |
| ---- | ---- | ---- | ---- | ---- | ---- | ---- | ---- | ---- |
| 914  | 925  | 900  | 750  | 762  | 744  | 690  | 641  | 789  |

| 1962 | 1968 | 1975  | 1982  | 1990  | 1999  | 2006  | 2008  | 2013  |
| ---- | ---- | ----- | ----- | ----- | ----- | ----- | ----- | ----- |
| 865  | 914  | 1 056 | 1 092 | 1 312 | 1 391 | 1 632 | 1 694 | 1 740 |

| 2018  | 2022  | - | - | - | - | - | - | - |
| ----- | ----- | - | - | - | - | - | - | - |
| 1 777 | 1 839 | - | - | - | - | - | - | - |

### Intercommunalité
La commune est le siège de la Communauté de communes de la Région de Vézénobres, qui est présidée par Pierre Soulier, maire (DVG) de Saint-Hippolyte-de-Caton.

## Économie

### Revenus
En 2018  (données Insee publiées en septembre 2021), la commune compte 813 ménages fiscaux, regroupant 1 823 personnes. La médiane du revenu disponible par unité de consommation est de 21 860 € (20 020 € dans le département).

### Emploi
|                | 2008   | 2013   | 2018   |
| -------------- | ------ | ------ | ------ |
| Commune        | 9,6 %  | 10,4 % | 10,4 % |
| Département    | 10,6 % | 12 %   | 12 %   |
| France entière | 8,3 %  | 10 %   | 10 %   |

En 2018, la population âgée de 15 à 64 ans s'élève à 1 049 personnes, parmi lesquelles on compte 76,7 % d'actifs (66,3 % ayant un emploi et 10,4 % de chômeurs) et 23,3 % d'inactifs,. Depuis 2008, le taux de chômage communal (au sens du recensement) des 15-64 ans est inférieur à celui du département, mais supérieur à celui de la France.
La commune fait partie de la couronne de l'aire d'attraction d'Alès, du fait qu'au moins 15 % des actifs travaillent dans le pôle,. Elle compte 520 emplois en 2018, contre 495 en 2013 et 405 en 2008. Le nombre d'actifs ayant un emploi résidant dans la commune est de 707, soit un indicateur de concentration d'emploi de 73,5 % et un taux d'activité parmi les 15 ans ou plus de 56 %.
Sur ces 707 actifs de 15 ans ou plus ayant un emploi, 153 travaillent dans la commune, soit 22 % des habitants. Pour se rendre au travail, 86,7 % des habitants utilisent un véhicule personnel ou de fonction à quatre roues, 1,3 % les transports en commun, 5 % s'y rendent en deux-roues, à vélo ou à pied et 7,1 % n'ont pas besoin de transport (travail au domicile).

### Activités hors agriculture

#### Secteurs d'activités
197 établissements sont implantés  à Vézénobres au 31 décembre 2019. Le tableau ci-dessous en détaille le nombre par secteur d'activité et compare les ratios avec ceux du département,.
| Secteur d'activité                                                                                        | Commune | Commune | Département |
| Secteur d'activité                                                                                        | Nombre  | %       | %           |
| --- | ------- | ------- | ----------- |
| Ensemble                                                                                                  | 197     | 100 %   | (100 %)     |
| Industrie manufacturière, industries extractives et autres                                                | 20      | 10,2 %  | (7,9 %)     |
| Construction                                                                                              | 28      | 14,2 %  | (15,5 %)    |
| Commerce de gros et de détail, transports, hébergement et restauration                                    | 57      | 28,9 %  | (30 %)      |
| Information et communication                                                                              | 2       | 1 %     | (2,2 %)     |
| Activités financières et d'assurance                                                                      | 3       | 1,5 %   | (3 %)       |
| Activités immobilières                                                                                    | 14      | 7,1 %   | (4,1 %)     |
| Activités spécialisées, scientifiques et techniques et activités de services administratifs et de soutien | 32      | 16,2 %  | (14,9 %)    |
| Administration publique, enseignement, santé humaine et action sociale                                    | 28      | 14,2 %  | (13,5 %)    |
| Autres activités de services                                                                              | 13      | 6,6 %   | (8,8 %)     |

Le secteur du commerce de gros et de détail, des transports, de l'hébergement et de la restauration est prépondérant sur la commune puisqu'il représente 28,9 % du nombre total d'établissements de la commune (57 sur les 197 entreprises implantées  à Vézénobres), contre 30 % au niveau départemental.

#### Entreprises et commerces
Les cinq entreprises ayant leur siège social sur le territoire communal qui génèrent le plus de chiffre d'affaires en 2020 sont : 
- Capelle, transports routiers de fret interurbains (87 298 k€)
- Augizeau Transports Exceptionnels - Augizeau Te, transports routiers de fret interurbains (40 338 k€)
- Cats, transports routiers de fret interurbains (18 992 k€)
- Meca Industries, ingénierie, études techniques (11 842 k€)
- Cap'loc, location et location-bail d'autres machines, équipements et biens matériels n.c.a. (4 499 k€)

### Agriculture
La commune est dans les Garrigues, une petite région agricole occupant le centre du département du Gard. En 2020, l'orientation technico-économique de l'agriculture  sur la commune est la polyculture et/ou le polyélevage.
|               | 1988 | 2000 | 2010 | 2020 |
| ------------- | ---- | ---- | ---- | ---- |
| Exploitations | 40   | 26   | 19   | 21   |
| SAU (ha)      | 541  | 313  | 168  | 196  |

#### Statistiques agricoles
Le nombre d'exploitations agricoles en activité et ayant leur siège dans la commune est passé de 40 lors du recensement agricole de 1988  à 26 en 2000 puis à 19 en 2010 et enfin à 21 en 2020, soit une baisse de 47 % en 32 ans. Le même mouvement est observé à l'échelle du département qui a perdu pendant cette période 61 % de ses exploitations,. La surface agricole utilisée sur la commune a également diminué, passant de 541 ha en 1988 à 196 ha en 2020. Parallèlement la surface agricole utilisée moyenne par exploitation a baissé, passant de 14 à 9 ha.

#### Produits
Vézénobres est célèbre pour sa production de figues sèches qui remonte à la fin du Moyen Âge. Celles-ci étaient jusqu'à la Révolution française séchées sur des clayettes posées sous des « calaberts », grandes terrasses couvertes des maisons. 20 tonnes étaient vendues chaque année lors de la foire de la Saint-André, saint patron du village. La fête est relancée en 1997 : les Journées Méditerranéennes de la Figue mettent à l'honneur chaque année un pays méditerranéen producteur de figues sèches. En 2000, le Conservatoire botanique national méditerranéen de Porquerolles, voulant dédoubler ses collections par protection, confie à la commune une partie de sa collection variétale de figuiers : 100 variétés sont désormais présentes dans le verger-conservatoire de la figue de Vézénobres qui compte un millier d'arbres.

## Culture locale et patrimoine

### Lieux et monuments

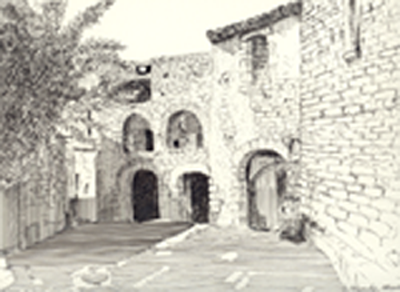
Rue des maisons romanes.
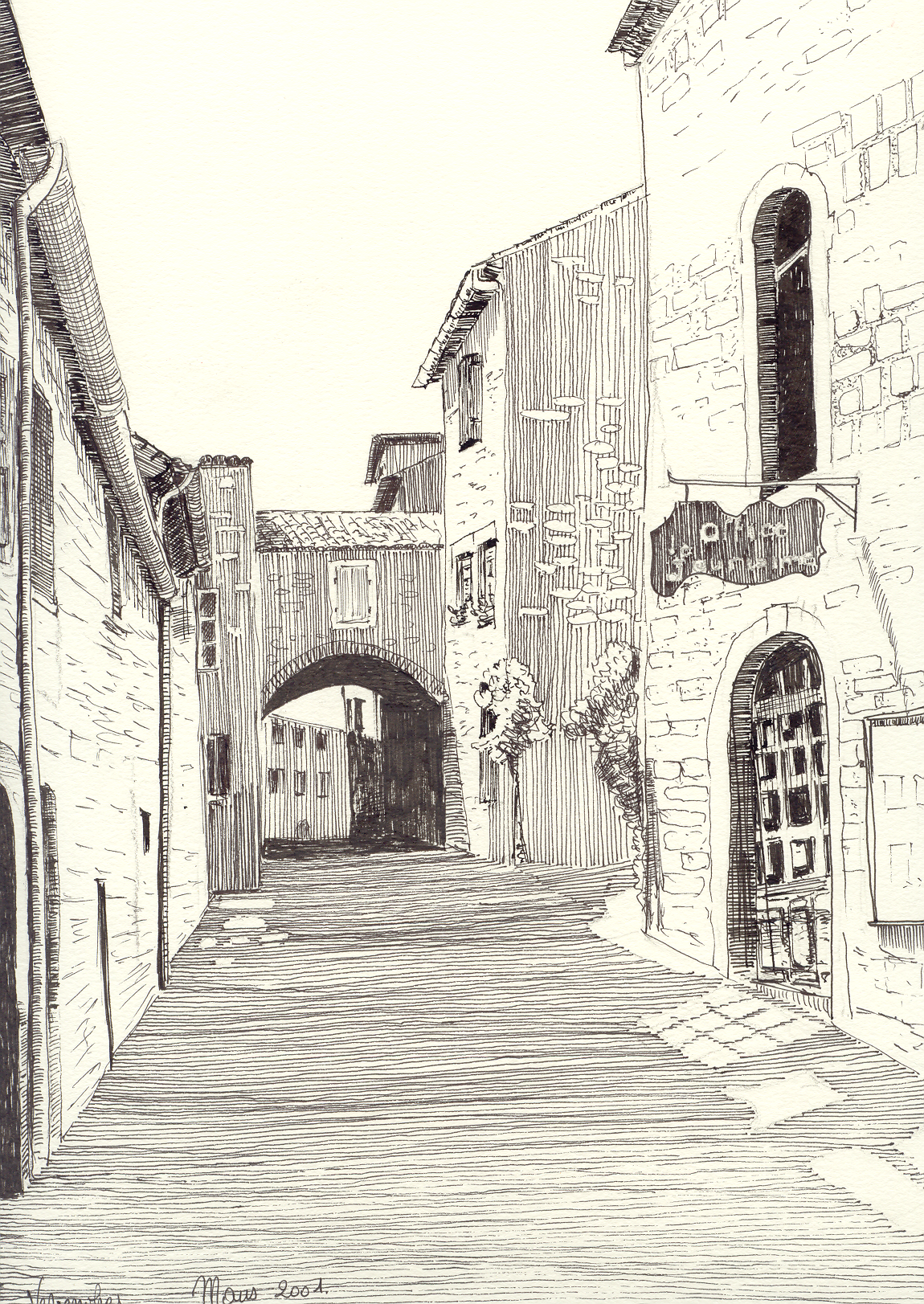
Grand'rue.

### Hôtel de Montfaucon
Cet hôtel est dit Maison d'Adam et Ève.
D'époque Renaissance, la construction de cet hôtel particulier a été décidée en 1547 par la baronne Françoise de Montfaucon. La façade possède de belles fenêtres à meneaux et une tour polygonale très élégante surmontée d'une terrasse.

### Église
Église Saint-André de Vézénobres. Dédiée à saint André, elle fut reconstruite au lendemain des guerres de Religion, après que l'église médiévale, sise aux abords du château de Montanègre, a été détruite.

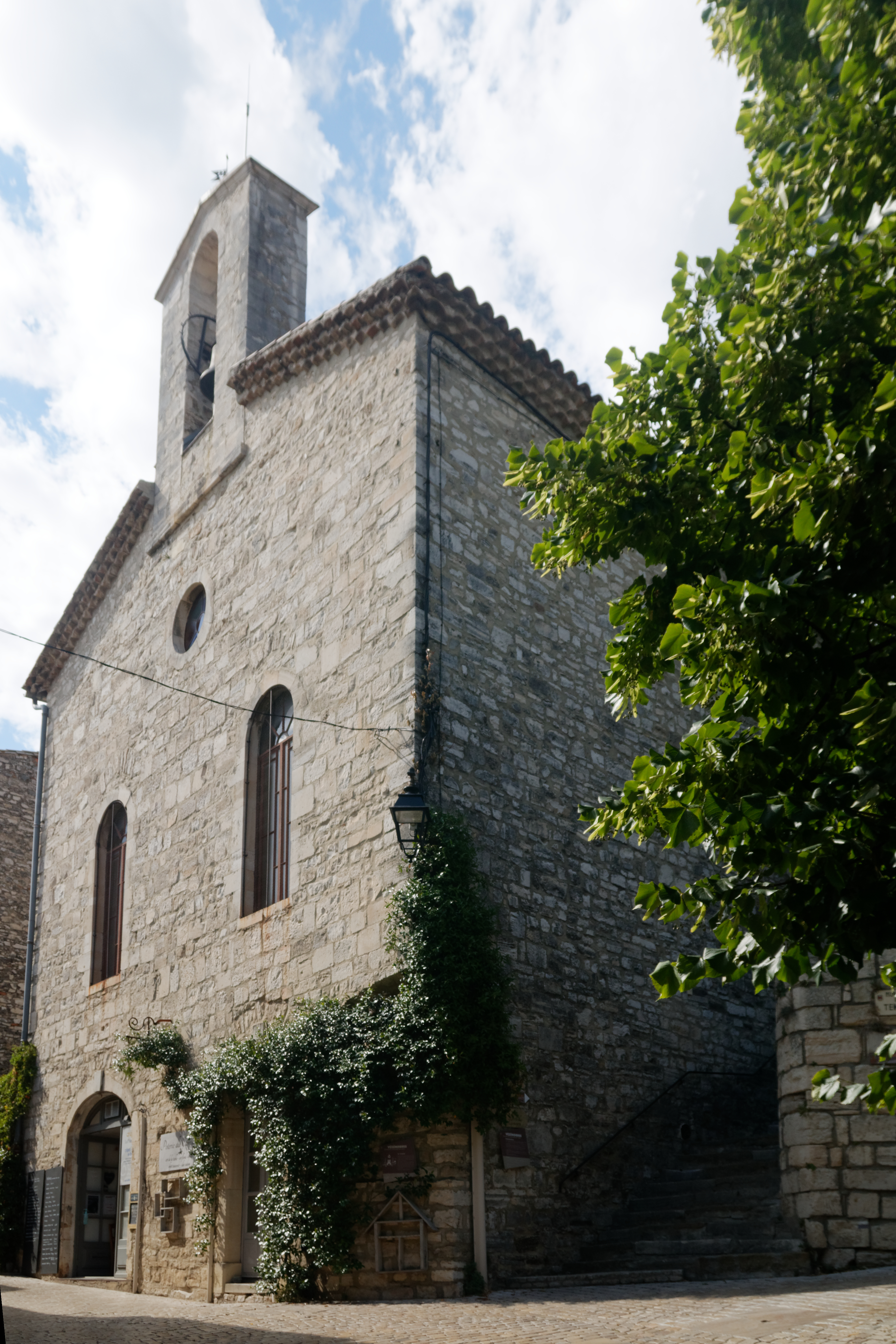
Temple protestant.

### Temple
Le temple protestant de Vézénobres était un des lieux que l'édit de Nantes avait prévu pour que les Protestants puissent librement pratiquer leur culte. Ayant échappé à la destruction lors des guerres de Religion, en 1663, le temple sera désaffecté après la révocation de l'édit de Nantes. Après la signature de l'édit de tolérance en 1787, le temple rendu au culte fut restauré de 1792 à 1793 (depuis il abrite une chaire qui passe pour remarquable).

### Le château de Calvière
Château conçu vers 1750 par Guillaume Rollin à l'intention du marquis de Calvière, seigneur de Vézénobres. Entouré par un parc de 17 hectares, ce château fastueux présente une combinaison de classicisme versaillais et de baroque italien. Il ne se visite pas.
- Chapelle du château de Calvières.

### La porte de Sabran
Également appelée porte de l'horloge.
C'est la seule des 5 portes de l'enceinte médiévale à avoir été conservée. On remarque son appareillage en « bossage » qui permet d'identifier sa date de construction au début du XIIIe siècle. Elle a été surélevée d'un clocher et de l'horloge.
La porte franchie, on remarque bien l'amorce du mur des remparts et le chemin de ronde.

### Personnalités liées à la commune
- Louis Mourier (1873-1960), médecin à Vézénobres, président du conseil général du Gard, ministre et sénateur, est né à Vézénobres et fut le conseiller général du canton éponyme.
- Auguste Dide, sénateur du Gard.
- Miranda Malzac, député et maire d'Alès.
- Jean Cavalier, héros de la guerre des camisards, fréquenta souvent Vézénobres. C'est dans ses environs, de Ribaute à Euzet en passant par Martignargues, que Jean Cavalier accomplit ses principaux faits d'armes.
- Henri Lindegaard, pasteur à Vézénobres de 1961 à 1990.
- Mick Jagger acheta une maison de la rue Basse en 1978, mais ne resta que quelques mois dans sa demeure. La région, alors très peu desservie par les transports, lui permettait de trouver calme et repos et de s'isoler.

## Équipements et services

### Santé
La commune dispose d'un accès aux soins varié et complet.
Quatre médecins généralistes et un médecin allergologue exercent sur la commune, ainsi qu'une sage-femme.
On y trouve également une pharmacie d'officine.
Plusieurs cabinets infirmiers, avec une dizaine d'infirmières et d'infirmiers exerçant sur la commune et les alentours.
Trois masseurs-kinésithérapeutes exercent sur Vézénobres, ainsi qu'un pédicure-podologue.